# Stadttheater Ingolstadt

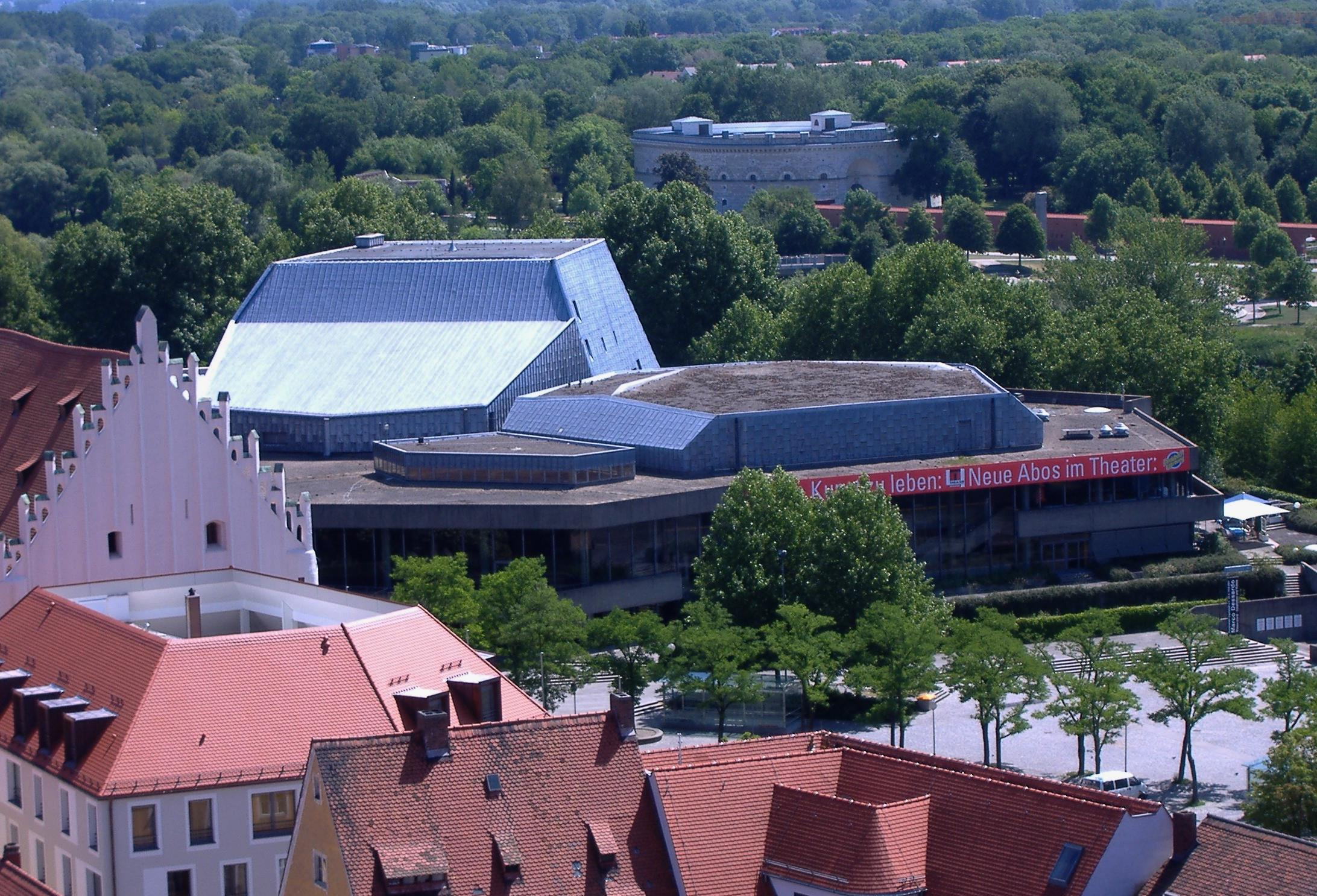
Stadttheater (links der Giebel des Herzogskastens, im Hintergrund auf dem Südufer der Donau der Turm Triva)

Das Stadttheater Ingolstadt ist das Schauspielhaus der Stadt Ingolstadt und wurde 1964 nach Plänen von Hardt-Waltherr Hämer und Marie-Brigitte Hämer-Buro errichtet. Es ist ein Bau der Nachkriegsmoderne.

## Gebäude
Der erste Theaterbau wurde 1873 an der Südseite des Gouvernementsplatzes (heute Rathausplatz) errichtet, Architekt war Joseph Hanslmaier. Das Gebäude wurde von 1929 bis 1930 umgebaut und im Zweiten Weltkrieg am 9. April 1945 zerstört. In der Nachkriegszeit wurde eine Behelfsbühne in einem Wirtshaussaal (Rappensberger Keller, Proviantstraße) eingerichtet, die erste Vorstellung war am 20. Februar 1946. 1959 wurde der Wettbewerb für einen Theaterneubau ausgeschrieben, den Planungsauftrag erhielten die Architekten Hardt-Waltherr Hämer und Marie Brigitte Hämer-Buro zusammen mit den Landschaftsarchitekten Walter Rossow, Gerda Gollwitzer und Gottfried Hansjakob. Erster Spatenstich war im Dezember 1962, die Rohbauarbeiten begannen am 18. April 1963, das Richtfest wurde am 30. November 1964 gefeiert. Das Gebäude wurde am 21. Januar 1966 mit einem Festakt eröffnet, erste Aufführung war die Mozart-Oper Die Hochzeit des Figaro, ein Gastspiel der Bayerischen Staatsoper München. Der polygonale Sichtbetonbau, dessen Formensprache sowohl die mittelalterliche Stadtstruktur als auch die klassizistische Festungsarchitektur aufnimmt, wurde 1967 mit dem ersten BDA-Preis Bayern ausgezeichnet, ein Modell wurde im Deutschen Pavillon auf der Weltausstellung in Montreal (28. April bis 27. Oktober 1967) gezeigt.
Zusätzlich zu den Spielstätten sind im Theatergebäude ein Festsaal für bis zu 1300 Besucher und Ausstellungsräume untergebracht.
Das Stadttheater Ingolstadt wurde vom Bayerischen Landesamt für Denkmalpflege in die Liste der Baudenkmäler der Stadt Ingolstadt aufgenommen. Dieser Vorgang unterstreicht damit nochmals die überregionale Bedeutung des Gebäudes.
Das Gebäude ist dringend sanierungsbedürftig, deshalb wird für die Zeit einer Sanierung ein Holztheater aus St. Gallen als Ausweichspielort genutzt.

## Projektbeteiligte
(Quelle:)
- Architekt: Hardt-Waltherr Hämer und Marie Brigitte Hämer-Buro
- Mitarbeiter Architekt: Klaus Meyer-Rogge, Norbert Weber, Hans Schubert
- Landschaftsarchitekt: Walter Rossow, Gerda Gollwitzer und Gottfried Hansjakob
- Kunst am Bau: Hans Aeschbacher (Stele auf Vorplatz), Heinrich Eichmann (Blattgoldbilder), Liselotte Spreng (Wandteppiche), Robert Hausmann (Lichptlastik und Sitzwolken im Foyer) und Max Wiederkehr (Farbobjekte im Konferenzbereich)
- Fotografie: Sigrid Neubert, Fritz Maurer, Helmut Bauer[4]
- Bauherr: Stadt Ingolstadt

## Spielstätten
Neben diesem Großen Haus mit 663 Plätzen verfügt das Theater Ingolstadt über vier kleinere weitere Spielstätten: das Kleine Haus am Turm Baur, die Freilichtbühne im Turm Baur, das Studio im Herzogskasten und die Werkstatt im Hauptgebäude (Spielstätte der Sparte „Junges Theater“). Jährlich finden dort insgesamt rund 500 Vorstellungen statt.

## Kammerspiele
Am 18. Juni 2020 beschloss der Ingolstädter Stadtrat mit großer Mehrheit, das Architekturbüro Blauraum aus Hamburg mit der Beauftragung der Planungen zur Errichtung eines kleinen Hauses, den Kammerspielen, zu versehen.
Ein Bürgerentscheid am 24. Juli 2022 entschied, dass die Kammerspiele am Standort Schutterstraße nicht errichtet werden. Bei der Abstimmung, die durch den Ingolstädter Stadtrat initiiert wurde, entfielen (bei einer Wahlbeteiligung von 25,6 %) 60,2 % der abgegebenen Stimmen auf Nein.

## Intendanten
- Hans E. Berg (1946–1950)
- Toni Graschberger (1950–1952)
- Carl Max Haas (1952–1955)
- Otto Friedrich Schöpf  (1955–1963)
- Werner Eisert (1963–1966)
- Rudolf Koller (kommissarisch 1966/67)
- Heinz Joachim Klein (1967–1973)
- Ernst Seiltgen (1973–1995)
- Wolfram Krempel (1995–2001)
- Peter Rein (2001–2011)
- Knut Weber (2011–2024)
- Oliver Brunner (ab Spielzeit 24/25)[8]

## Auszeichnungen
- 1967: BDA-Preis Bayern